# سر أبو الهول (فلم)
سر أبو الهول (إبتسامة أبو الهول) (بالإيطالية: La sfinge sorride prima di morire - Stop Londra) فيلم إيطالي أُصدر عام 1964، من تأليف وإخراج دوشيو تيساري.

## قصة الفيلم
يتعلق بزوجين يلتقيان في مصر في ظروف غريبة وينتهي بهما الأمر لإخفاء جثة.  ليس هذا فقط ، ولكن هناك من يحاول قتلهم أيضًا.  كتحريف إضافي ، يبدو أنه خلال رحلة استكشافية أثرية ، تمت سرقة بعض الاثار الذهبية ، والآن يحاول اللص التستر على جريمته. تم تصوير الفيلم بالكامل في مصر.

## طاقم العمل
- تأليف وإخراج: دوشيو تيساري
- تصوير: جو داماتو

## طاقم التمثيل
- توني راسل
- صلاح ذو الفقار
- ماريا بيرشي
- إيفان ديسني
- ماريا لورا روكا
- توليو التاموا